# 오테 문

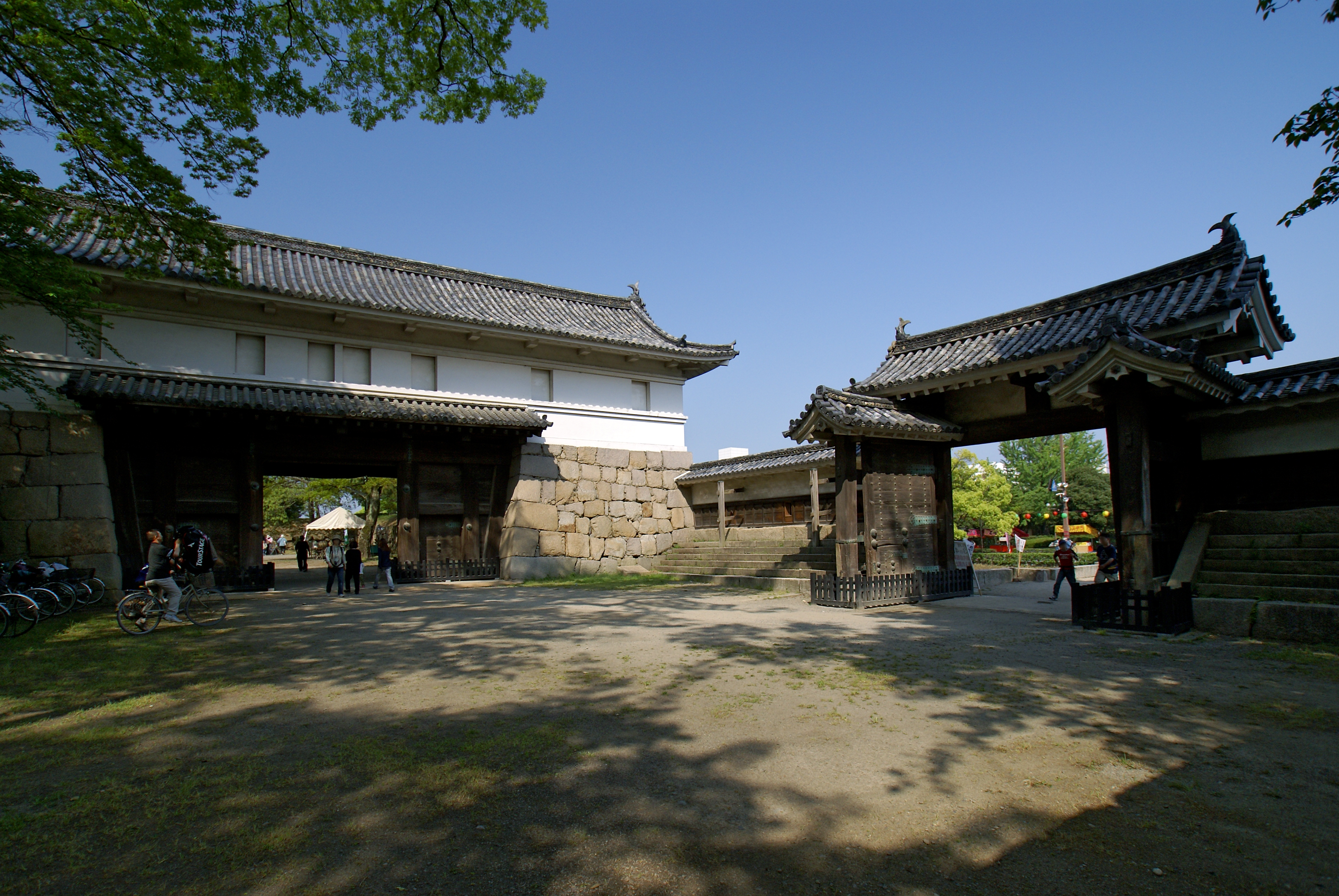
마루가메성의 오테 1문(좌)과 오테 2문(우)

오테 문(일본어: 大手門 오테몬[*])이란 일본의 성에서  니노마루 또는 산노마루 등의 구역과 구역이 연결되는 성의 입구에 설치한 문이다. 일반적으로 성의 정문이다. 고치성 등의 성에서는 오테 문(追手門)이라고 적는 경우도 있다. 성곽 방위에 최전방에 해당되는 곳으로 대개 망루가 딸린 문이 설치되어 있거나 마스가타를 갖춘 이중문 형태를 띠는 경우가 많다. 마스가타를 갖춘 이중문 형태일 경우 망루가 딸린 문을 제1문이 되고 제2문은 망루가 없는 고라이 문(高麗門)이 세워진다. 고라이 문이란 임진왜란 이후 나타나는 성문의 양식으로 가라메테 문에 세워지는 야쿠이 문에 더해 성문 뒤 양쪽 문가에 기둥을 세운뒤 지붕을 씌워 장식한 문이다.
오테 문앞 다리는 가라메테 문의 목교에 비해 토교인 경우가 많다.
오테 문과 반대되는 문으로는 성의 후면에 설치되는 가라메테 문이 있다.

## 주요 성의 오테 문
- 히로사키성 - 옛 형태로 지어진 문으로 알려져 있다.
- 센다이성 - 니노마루에 존재했지만, 센다이 공습으로 소실되었다.
- 니조성 - 쇼군 상경 때 숙박 등을 하기 위해 조성된 성, 국가 중요문화재로 지정되었다.
- 오사카성 - 오테 문을 둘러싼 다몬 망루, 센간 망루, 담 3동을 포함 중요문화재로 지정되었다.

## 같이 보기
- 오테마치 - 오테 문앞 마을
- 오테스지 - 오테 문과 이어진 도로
- 오테만슈 - 과자